# نيتروسيليلوز
النيتروسيليلوز (بالإنجليزية: Nitrocellulose)‏، أيضاً نترات السيليلوز، ورق الفلاش والقطن المتفجّر ، هي مادة متفجرة وتدخل في تركيب الكوردايت والديناميت ويتم الحصول عليها بغمس القطن بخليط من حمضين مركزين هما حمض الكبريتيك وحمض النيتريك.

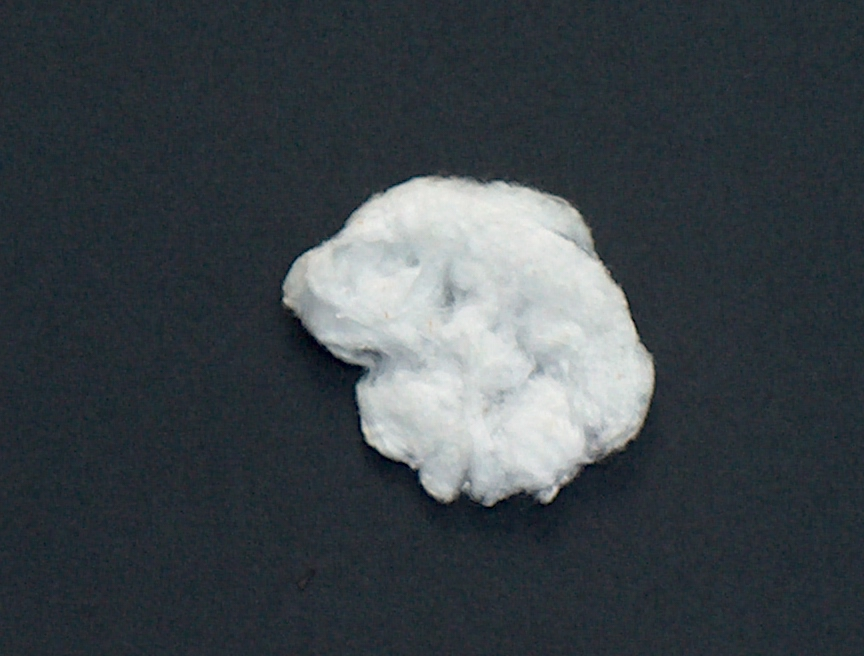
قطن البارود

## استخداماتها

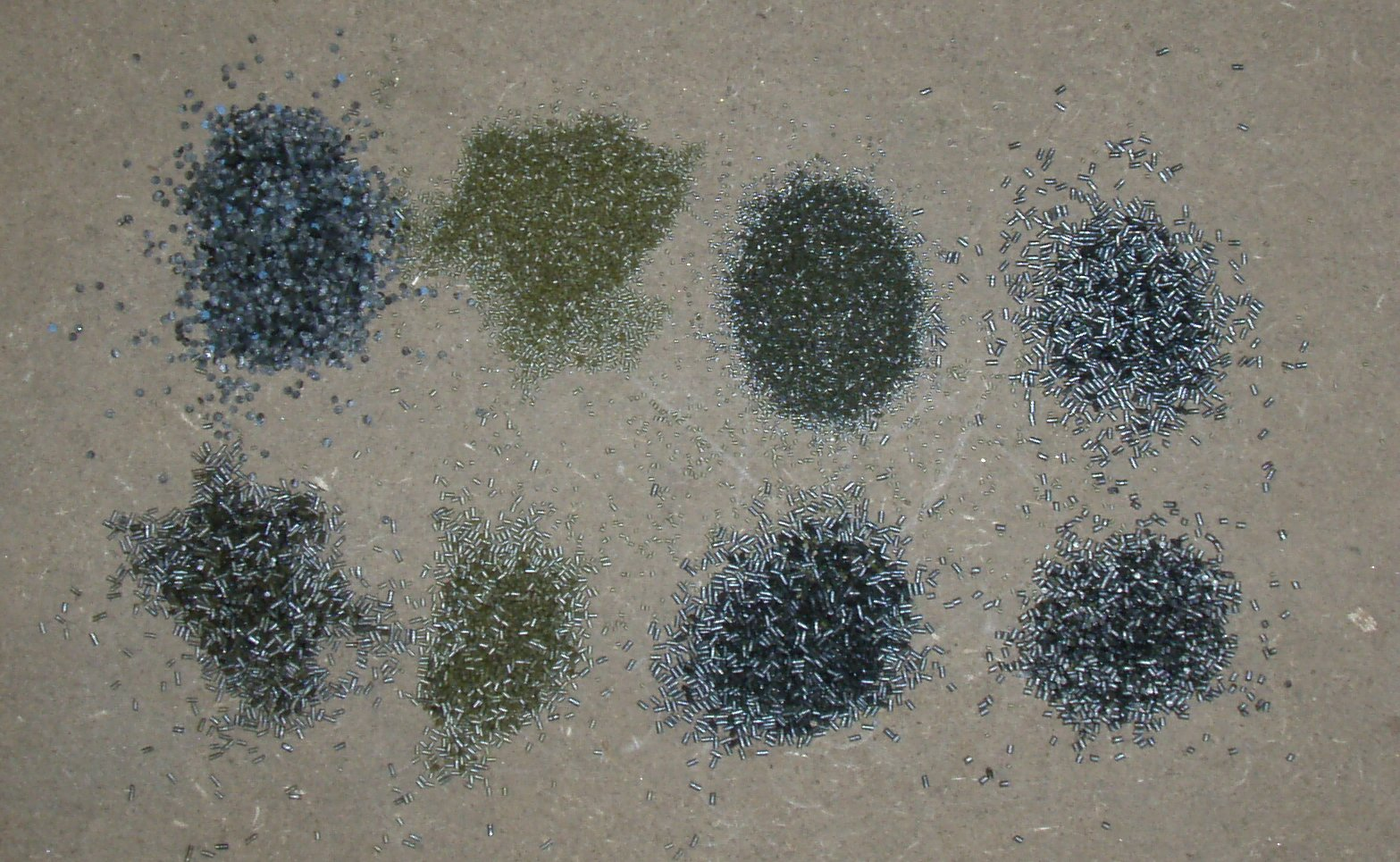
أنواع متعددة من المسحوق عديم الدخان، المتكون في الأساس من نيتروسيليلوز

يدخل النيتروسليلوز في صناعة الكوردايت، وكان يستعمل في الماضي لصناعة أفلام التصوير. أيضاً يُستخدم في مختبرات الكيمياء الحيوية لصناعة أغشية للطخة ويستيرن.

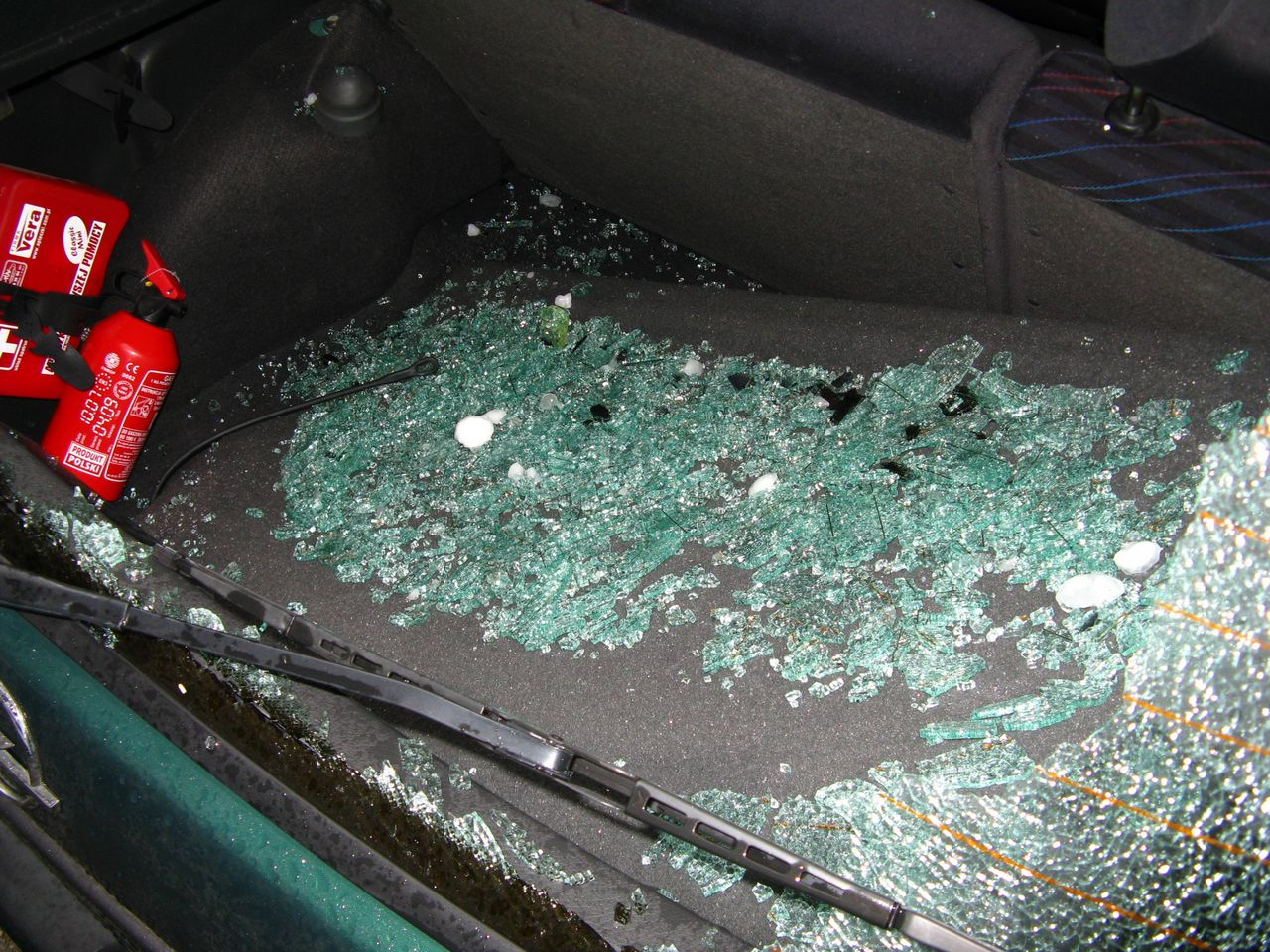
زجاج مغلف بمادة واقية لمنع تناثره بشدة عند التحطم

في عام 1903، أسقط كيميائي فرنسي قارورة زجاجية على الأرض ودُهش عندما تفتت الزجاج ولكنه لم يتناثر وبقي متماسكاً. اكتشف لاحقاً أنه استخدم القارورة مسبقاً لحفظ نترات السيليلوز والتي خلقت بدورها حاجزاً واقياً.
أما اليوم فتتم معالجة الزجاج الأمامي للسيارات بنفس الطريقة لجعله لا يتناثر أبدا عند كسره!